# Kanton Morée
Kanton Morée (francouzsky Canton de Morée) je francouzský kanton v departementu Loir-et-Cher v regionu Centre-Val de Loire. Tvoří ho 13 obcí.

## Obce kantonu
- Brévainville
- Busloup
- Danzé
- Fréteval
- Lignières
- Lisle
- Morée
- Pezou
- Rahart
- Saint-Firmin-des-Prés
- Saint-Hilaire-la-Gravelle
- Saint-Jean-Froidmentel
- La Ville-aux-Clercs